# New Family Structures Study
New Family Structures Study (viết tắt NFSS, tạm dịch Nghiên cứu mới về các cấu trúc gia đình) là một nghiên cứu xã hội học về LGB làm cha mẹ được thực hiện bởi nhà xã hội học Mark Regnerus từ Đại học Texas tại Austin. Nghiên cứu đã khảo sát trên hơn 15.000 người Mỹ trong độ tuổi từ 18 đến 39. Bài báo đầu tiên dựa trên dữ liệu từ nghiên cứu được xuất bản vào tháng 7 năm 2012 trên tạp chí Social Science Research, và kết luận rằng những người từng có cha hoặc mẹ từng trong một mối quan hệ cùng giới tính có nguy cơ cao hơn về một số kết quả bất lợi, bao gồm "ăn trợ cấp công cộng, thất nghiệp và thành tựu về giáo dục kém hơn".
Nghiên cứu đã vấp phải sự chỉ trích đáng kể từ nhiều học giả  và các tổ chức học thuật. Đáng chú ý nhất, chỉ có 2 trên hơn 15.000 người được khảo sát đã thực sự sống với cha mẹ là cặp đồng tính trong suốt thời thơ ấu. Nhiều người trong số các bậc cha mẹ trong nhóm không-dị tính đã từng có hôn nhân dị tính trước đây, và sau đó đã có quan hệ cùng giới vào một thời điểm nào đó. Regnerus loại bỏ ảnh hưởng của việc ly hôn, không chung thủy, làm cha mẹ đơn thân khỏi nhóm 'chứng' ('control' group) dị tính của mình, nhưng không loại những yếu tố ấy khỏi nhóm cha mẹ đồng tính. Do đó, các kết quả tiêu cực có thể là do gia đình tan vỡ và ly hôn, thay vì việc nuôi dạy của cha mẹ đồng tính. Quan trọng hơn, các nghiên cứu lớn về các cặp song sinh được tách ra khi sinh ra và lớn lên trong những môi trường khác nhau cho thấy rằng chúng lớn lên tương tự nhau như những người được nuôi dạy cùng nhau và các nghiên cứu lớn về con nuôi cho thấy rằng những đứa trẻ được nhận nuôi tương quan với cha mẹ ruột của chúng vì lý do di truyền chứ không phải vì cha mẹ nuôi. Do đó, cha mẹ có ảnh hưởng giới hạn về mặt môi trường đối với hành vi của con cái họ, và kết quả tiêu cực rất có thể tương quan với các gen được chia sẻ giữa cha mẹ và con cái. Một cuộc phân tích lại năm 2015 đã đặt ra những câu hỏi nghiêm túc về tính hợp lệ của nghiên cứu, cho thấy phân loại sai các gia đình, sự không nhất quán trong các câu trả lời cho thấy sự nguy hại và bằng chứng là nhiều người được hỏi không sống với cha mẹ không-dị tính của họ. Khi những trường hợp này được loại trừ, sự khác biệt phần lớn đã biến mất.

## Phương pháp luận
Cuộc khảo sát của NFSS với hơn 15.000 người Mỹ trong độ tuổi từ 18 đến 39 được thực hiện bởi Knowledge Networks thay mặt cho Đại học Texas tại Austin. Mục đích được nêu của nó là xác định sự khác biệt về kết quả giữa những thanh niên được cha mẹ cùng giới nuôi dưỡng so với những thanh niên được nuôi dưỡng bởi "cha mẹ ruột đã kết hôn, những người được nuôi dưỡng với cha mẹ kế và những người được nuôi dưỡng trong nhà có hai bố mẹ nuôi". Cuộc khảo sát thu thập dữ liệu từ những thanh niên lớn lên trong một trong năm kiểu gia đình khác quy ước truyền thống, cụ thể là những gia đình mà cha hoặc mẹ từng có mối quan hệ lãng mạn cùng giới tính, cha mẹ không liên quan về mặt sinh học đã nhận nuôi người trả lời, cha mẹ chưa kết hôn nhưng sống chung, mẹ ruột có quan hệ tình cảm với người đàn ông khác, và mẹ ruột không có quan hệ tình cảm với người đàn ông khác. Cuộc khảo sát cũng thu thập dữ liệu từ những người trưởng thành trẻ tuổi từ các gia đình truyền thống như nhóm đối chứng.

## Kết quả
Thuật ngữ LM dùng để chỉ người trả lời cho rằng mẹ của họ từng có một mối quan hệ lãng mạn cùng giới nhưng không xác nhận tương tự với bố của họ. Thuật ngữ GF dùng để chỉ người trả lời cho rằng bố của họ từng có một mối quan hệ lãng mạn cùng giới. Thuật ngữ IBF dùng để chỉ người trả lời có gia đình sinh học nguyên vẹn từ lúc sinh ra cho đến thời điểm khảo sát.
| Đặc điểm                                   | IBF | LM  | GF  | Nhận nuôi bởi người lạ | Ly hôn muộn (>18) | Gia đình kế | Cha/mẹ đơn thân | Khác |
| ------------------------------------------ | --- | --- | --- | ---------------------- | ----------------- | ----------- | --------------- | ---- |
| Đang kết hôn                               | 43% | 36% | 35% | 41%                    | 36%               | 41%         | 37%             | 39%  |
| Đang sống chung                            | 9%  | 24% | 21% | 7%                     | 31%               | 19%         | 19%             | 13%  |
| Gia định nhận phúc lợi khi lớn lên         | 17% | 69% | 57% | 12%                    | 47%               | 53%         | 48%             | 35%  |
| Đang nhận trợ cấp                          | 10% | 38% | 23% | 27%                    | 31%               | 30%         | 30%             | 23%  |
| Đang có việc toàn thời gian                | 49% | 26% | 34% | 41%                    | 42%               | 47%         | 43%             | 39%  |
| Đang thất nghiệp                           | 8%  | 28% | 20% | 22%                    | 15%               | 14%         | 13%             | 15%  |
| Đi bầu trong Bầu cử tổng thống gần nhất    | 57% | 41% | 73% | 58%                    | 63%               | 57%         | 51%             | 48%  |
| Gần đây nghĩ về tự sát                     | 5%  | 12% | 24% | 7%                     | 8%                | 10%         | 5%              | 9%   |
| Gần đây hay đang điều trị tâm lí           | 8%  | 19% | 19% | 22%                    | 12%               | 17%         | 13%             | 9%   |
| Nhận dạng là hoàn toàn dị tính             | 90% | 61% | 71% | 82%                    | 83%               | 81%         | 83%             | 82%  |
| Đang trong mối quan hệ lãng mạn cùng giới  | 4%  | 7%  | 12% | 23%                    | 5%                | 13%         | 3%              | 2%   |
| Từng vụng trộm khi đang cưới/sống chung    | 13% | 40% | 25% | 20%                    | 12%               | 32%         | 19%             | 16%  |
| Từng có bệnh lây truyền qua đường tình dục | 8%  | 20% | 25% | 16%                    | 12%               | 16%         | 14%             | 8%   |
| Từng bị sàm sỡ bởi cha mẹ/người lớn        | 2%  | 23% | 6%  | 3%                     | 10%               | 12%         | 10%             | 8%   |
| Từng bị ép quan hệ trái ý muốn             | 8%  | 31% | 25% | 23%                    | 24%               | 16%         | 16%             | 11%  |

## Kinh phí
Nghiên cứu được tài trợ bởi Witherspoon Institute, chi khoảng 700.000 đô la, và Bradley Foundation, đầu tư 90.000 đô la vào đó. Chủ tịch của Witherspoon Institute đã mong đợi kết quả sẽ không thuận lợi cho những người ủng hộ hôn nhân đồng tính. Trong báo cáo ban đầu, Regnerus tuyên bố rằng Witherspoon Institute và Bradley Foundation không đóng vai trò gì trong việc thiết kế nghiên cứu, đồng thời bác bỏ cáo buộc rằng các tổ chức này đã ảnh hưởng không phù hợp đến ông. Tuy nhiên, vào năm 2013, theo yêu cầu của American Independent News Network, các email được gửi giữa Regnerus và nhân viên Brad Wilcox của Witherspoon Institute đã được công bố, dấy lên nghi ngờ về những tuyên bố này. Trong một email, Wilcox thay mặt Witherspoon Institute phê duyệt một số mục liên quan đến nghiên cứu. Các nhà phê bình cũng lưu ý rằng Wilcox nằm trong ban biên tập của Social Science Research, tạp chí mà nghiên cứu sau đó đã được xuất bản.

## Tranh luận

### Cáo buộc về hành vi xấu trong khoa học
Nhà xã hội học của Đại học Texas Marc Musick cho rằng thiết kế nghiên cứu trong bài báo gốc có thể đã vi phạm tiêu chuẩn đạo đức trong nghiên cứu của trường đại học.

### Quá trình bình duyệt
Tháng 7 năm 2012, trên 150 nhà khoa học viết thư cho ban biên tập của Social Science Research để phê bình nghiên cứu này và đề ra nghi ngại với quá trình bình duyệt của tờ báo.

### Các nghiên cứu theo sau và phân tích lại
Hai nghiên cứu theo sau xuất bản trên Social Science Research  và Sociological Science cho rằng khi bỏ qua các lỗi về phương pháp của nghiên cứu Regnerus, kết luận là ngược lại. 

## Trích dẫn trong các phiên tòa
Nghiên cứu đã được trích dẫn trong bản amicus briefs (tóm tắt từ bên thứ ba) cho Tòa án tối cao Hoa Kỳ về các vụ án United States v. Windsor và Hollingsworth v. Perry. Nó cũng được thẩm phán Tòa án Địa hạt Hoa Kỳ Alan Cooke Kay trích dẫn trong Jackson v. Abercrombie, người đã sử dụng nghiên cứu của Regnerus để bác bỏ các nghiên cứu khác đưa ra các kết luận khác biệt.
Trong vụ án ở California năm 2012 Golinski v. Office of Personnel Management, một số tổ chức y tế lớn, bao gồm Hiệp hội Tâm lý học Hoa Kỳ, đã đệ trình một amicus brief, trong đó họ chỉ trích nghiên cứu của Regnerus. Bản tóm tắt lập luận rằng "nghiên cứu của Regnerus không làm sáng tỏ về việc nuôi dạy con cái của các cặp đồng giới ổn định, có cam kết".